# 瓦曼里帕山 (堯利區)
11°45′40″S 76°06′58″W / 11.76111°S 76.11611°W
瓦曼里帕山（Wamanripa），是秘魯的山峰，位於該國中部胡寧大區，由堯利省的堯利區負責管轄，屬於秘魯中部山脈的一部分，海拔高度5,000米。